# Oriol-en-Royans
Oriol-en-Royans là một xã thuộc tỉnh Drôme trong vùng Auvergne-Rhône-Alpes ở đông nam nước Pháp. Xã Oriol-en-Royans nằm ở khu vực có độ cao trung bình 274 mét trên mực nước biển.